# Mariano Fabiani
Mariano Fabiani (Castellammare Adriatico, 14 ottobre 1914 – ...) è stato un calciatore italiano, di ruolo portiere.

## Carriera
Inizia la carriera difendendo i pali del Pescara per tre stagioni, due delle quali in Serie C; in seguito gioca al Manfredonia per due stagioni consecutive in Serie C; nel 1939 torna a Pescara nella neonata SS Pescara, con cui gioca altri tre campionati consecutivi in terza serie. Al termine della stagione 1940-1941 la squadra abruzzese ottiene la promozione in Serie B, categoria in cui Fabiani rimane fino all'interruzione dei campionati dovuta al secondo conflitto mondiale, giocando anche una partita nella stagione 1941-1942.
Dopo la fine della Seconda guerra mondiale torna a giocare nel Pescara, con cui colleziona 20 presenze in Divisione Nazionale (che in quella stagione era la prima divisione italiana) nella stagione 1945-1946; rimane nella squadra abruzzese anche l'anno seguente, in Serie B, categoria in cui gioca 12 partite. Viene poi ceduto al Sora, con cui gioca per un anno in Serie C per poi ritirarsi.

## Palmarès

### Club

#### Competizioni nazionali
- Serie C: 1

Pescara: 1940-1941